# Martina Kniezková
Martina Kniezková (21. srpna 1975 Havířov – 24. února 2015) byla česká fyzicky handicapovaná atletka. Závodila v kategorii F52 (dříve F51), po nehodě byla kvadruplegikem.
S atletikou začala v roce 1998. Na Letních paralympijských hrách 2000 v Sydney vyhrála soutěž diskařek a mezi oštěpařkami skončila druhá. Z mistrovství Evropy 2001 a 2003 a mistrovství světa 2002 přivezla z týchž disciplín téže medaile. Na letní paralympiádě 2004 v Athénách obhájila zlatou medaili v hodu diskem díky novému světovému rekordu v kategorii F51. Po roční sportovní přestávce vynucené zdravotními problémy se zúčastnila mistrovství světa 2006 v Assenu, kde vybojovala první místo v disku, v oštěpu byla čtvrtá. Na LPH 2008 v Pekingu, byla kvůli sloučeným kategorií a přepočtovým koeficientům v disku devátá, ač hodila ve své kategorii paralympijský rekord; v oštěpu se umístila jako dvanáctá. Světového šampionátu 2011 v Christchurchi se nezúčastnila kvůli zdravotním problémům.